# Список автовиробників Бразилії
Це список функціонуючих та ліквідованих автомобільних виробників Бразилії.

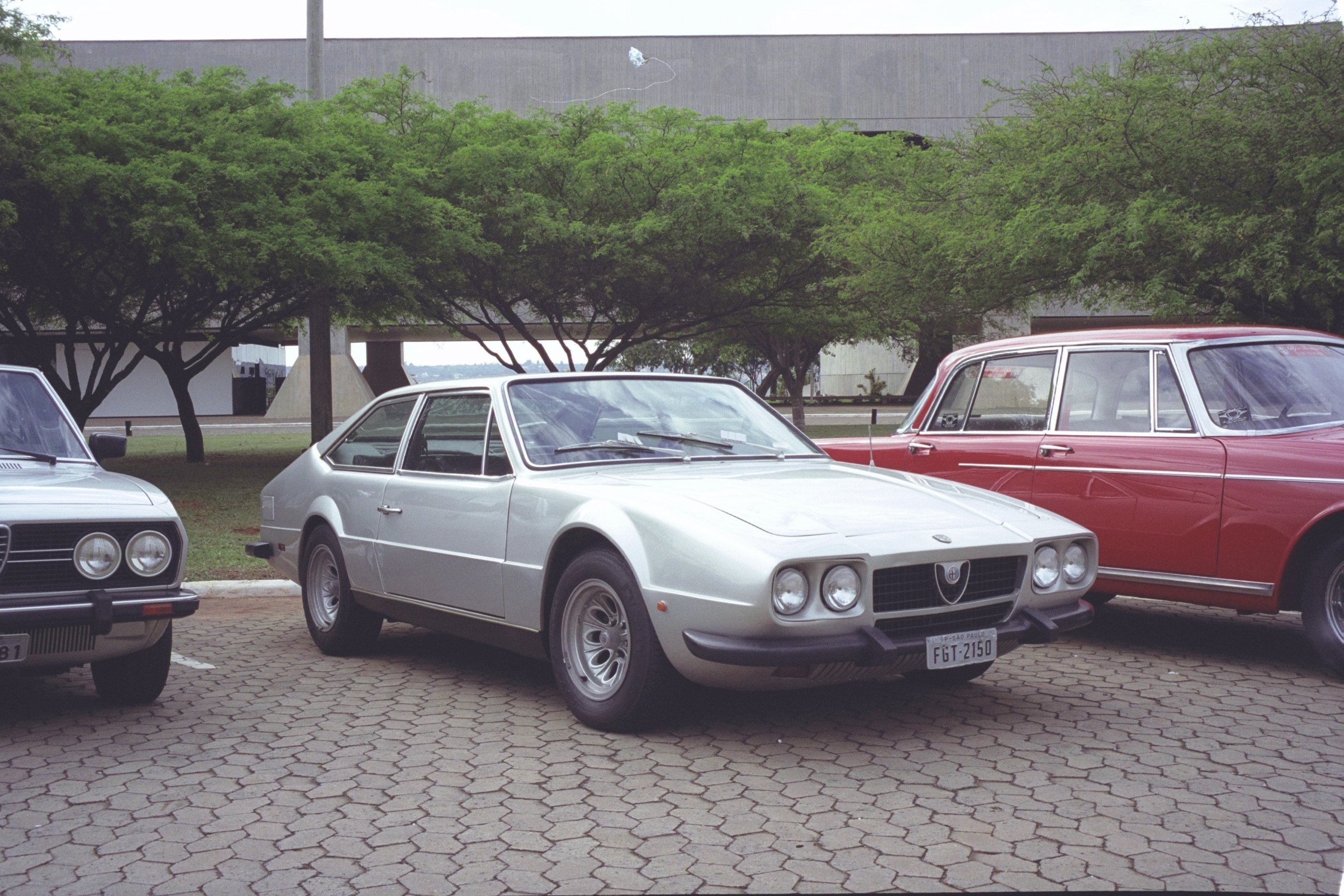
FNM Fúria GT

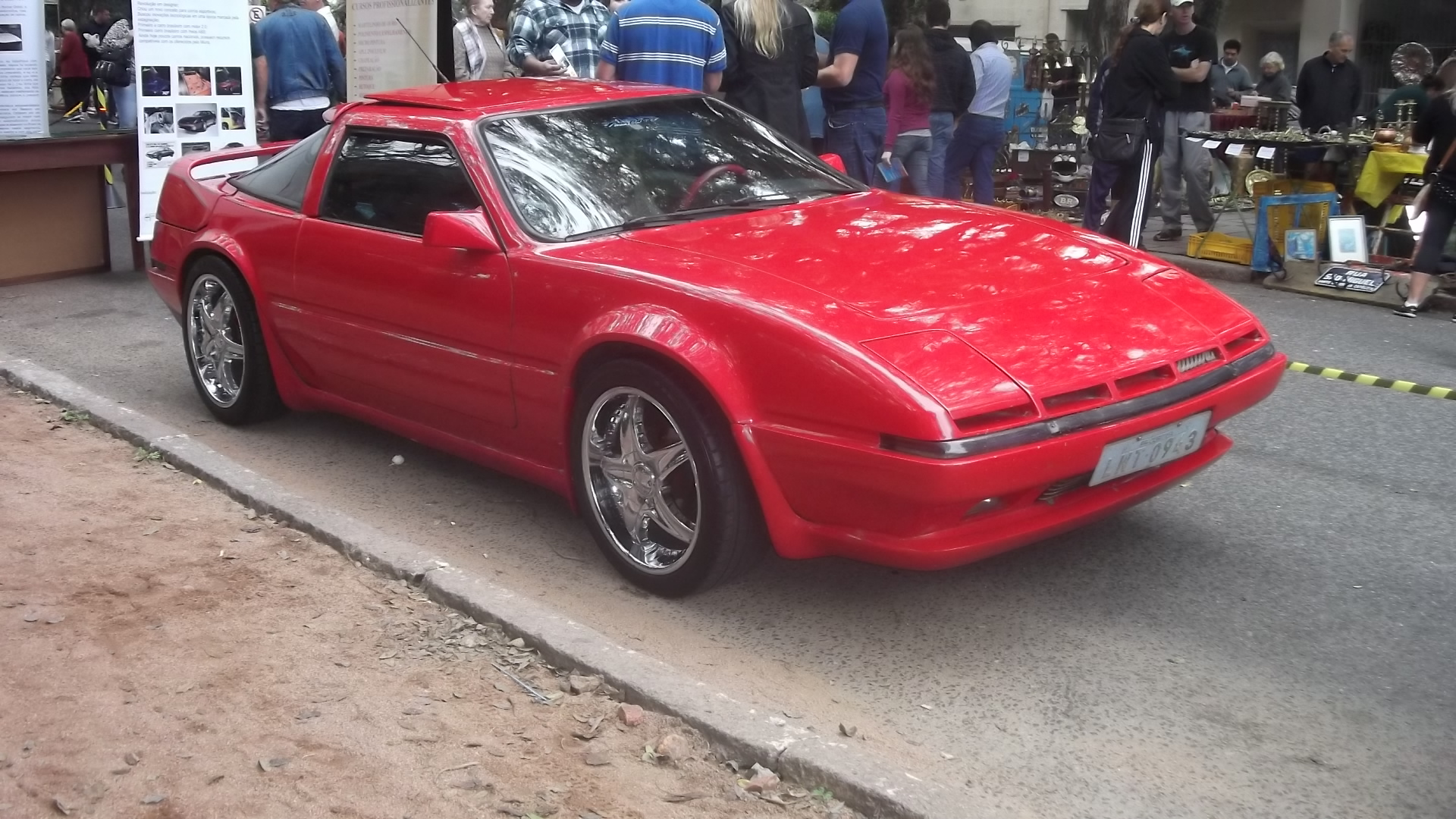
Miura X8

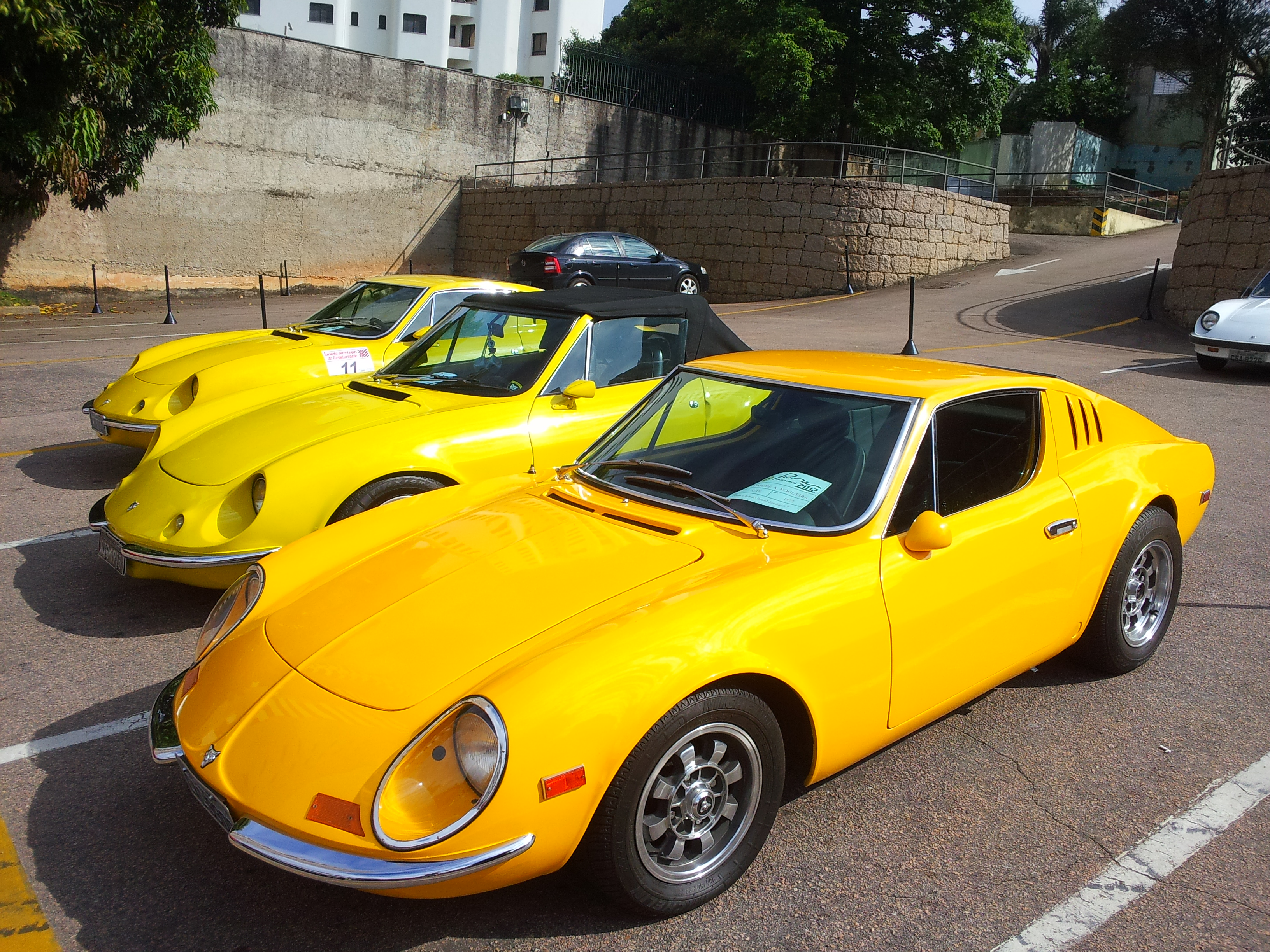
Puma GT

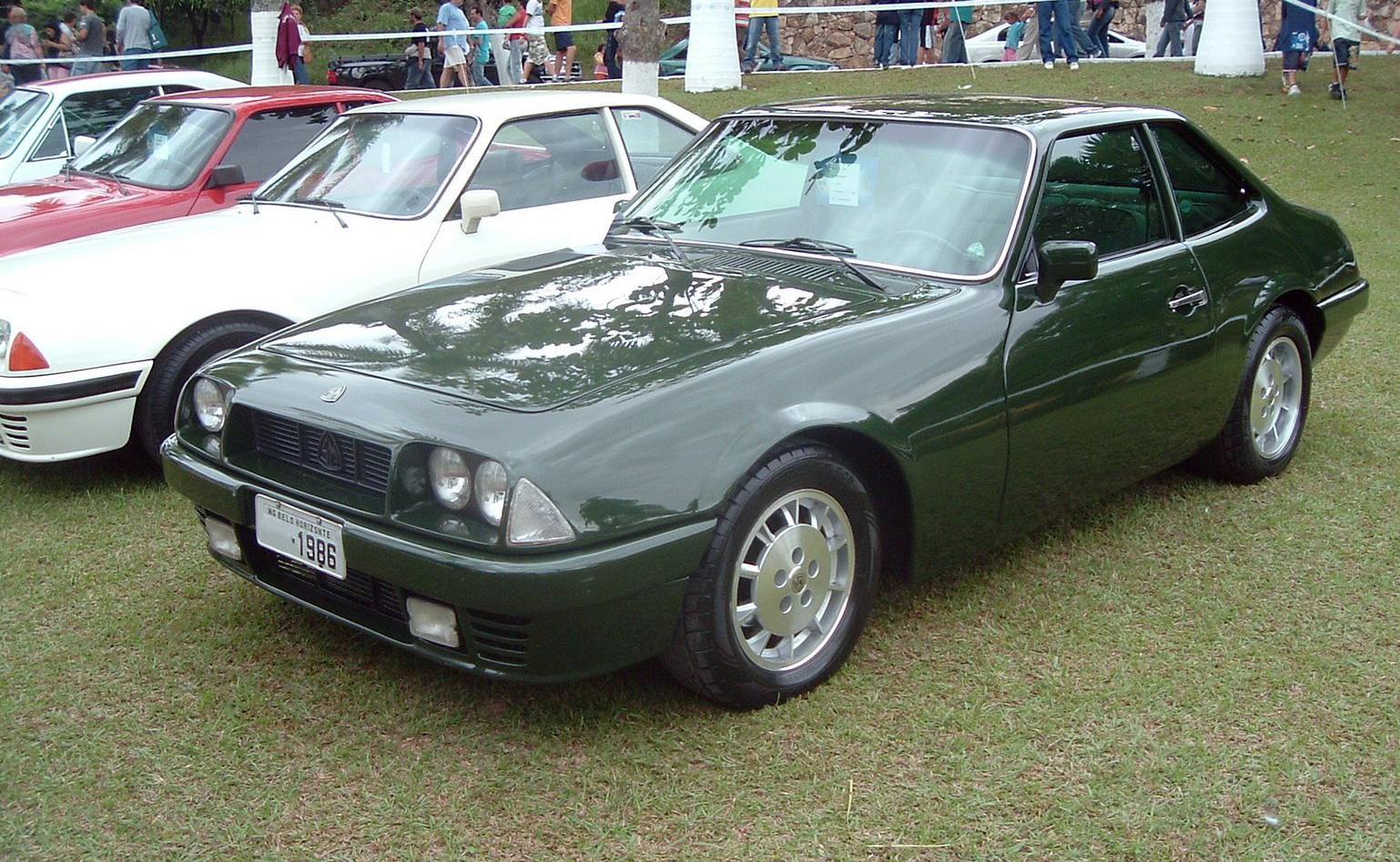
Santa Matilde SM 4.1

- Abais
- Adamo GT
- Agrale (1982-теперішній час)
- Aldee
- Almenara Buggy
- Aurora 122-C
- Americar
- Amoritz GT
- Avallone
- Baby Buggy
- Bianco
- Brasinca (1964-теперішній час)
- BRM Buggy (1969-теперішній час)
- Bugre (1970-теперішній час)
- Bugway (2001-теперішній час)
- Caribe
- CBT
- Centaurus
- Chamonix (1987-теперішній час)
- Cobracar
- Cross Lander
- Dacon
- Dardo (1981)
- Democrata (1967)
- Edra (1989-теперішній час)
- EMIS (1981-теперішній час)
- Emme
- Engesa (1963–1993)
- Envemo (1978-1994)
- Equus Thundix
- Fabral
- Farus
- Fibravan (1989-теперішній час)
- FNM (1960–1963)
- Fúria
- Glaspac
- Grancar
- Gurgel (1966–1995)
- Hofstetter turbo (1986–1989)
- JPX
- Kadron
- Karmann Ghia
- Kremer
- Lassale
- Lobini (2002-теперішній час)
- Lorena GT
- Madom
- Malzoni
- Matra
- Mirage GT
- Miura  (1977-1987)
- MP Lafer (1974-пр.1990)
- NBM-Nasser Brazil Motores
- PAG (1988-1990)
- Pretty
- Puma (1967–1997)
- Romi (1956)
- Rossin-Bertin
- San Vito
- Santa Matilde
- Short GT (1977-1997)
- SS Fiberglass
- TAC (2004-теперішній час)
- Tanger
- Troller (1998-теперішній час)
- Uirapuru (1966–1968)
- Villa GT
- Willys Interlagos
- W.W. Trevis (1998-теперішній час)